# 198634 Burgaymarta
198634 Burgaymarta è un asteroide della fascia principale. Scoperto nel 2005, presenta un'orbita caratterizzata da un semiasse maggiore pari a 3,0076065 au e da un'eccentricità di 0,0587702, inclinata di 8,89218° rispetto all'eclittica.
L'asteroide è dedicato all'astrofisica italiana Marta Burgay.